# Superliga (calcio femminile Serbia)
La Superliga, in serbo Супер лига Србије (ж)?, Super liga Srbije (ž), è la massima serie del campionato serbo femminile di calcio.
Organizzata dalla Federcalcio serba (FSS) per squadre di club di calcio femminile, venne istituita nel 2006 e nel tempo ha variato il numero da 8, numero delle squadre iscritte al campionato 2024-2025, a 12 partecipanti.

## Albo d'oro
| Stagione          | Vincitore         | Secondo posto     |
| Serbian SuperLiga | Serbian SuperLiga | Serbian SuperLiga |
| ----------------- | ----------------- | ----------------- |
| 2006-2007         | Napredak          | Mašinac PZP       |
| 2007-2008         | Mašinac PZP       | Napredak          |
| 2008-2009         | Mašinac PZP       | Napredak          |
| 2009-2010         | Mašinac PZP       | Spartak Subotica  |
| 2010-2011         | Spartak Subotica  | Napredak          |
| 2011-2012         | Spartak Subotica  | Stella Rossa      |
| 2012-2013         | Spartak Subotica  | Napredak          |
| 2013-2014         | Spartak Subotica  | Napredak          |
| 2014-2015         | Spartak Subotica  | Stella Rossa      |
| 2015-2016         | Spartak Subotica  | Mašinac PZP       |
| 2016-2017         | Spartak Subotica  | Stella Rossa      |
| 2017-2018         | Spartak Subotica  | Stella Rossa      |
| 2018-2019         | Spartak Subotica  | Sloga Zemun       |
| 2019-2020         | Spartak Subotica  | Sloga Zemun       |
| 2020-2021         | Spartak Subotica  | Mašinac PZP       |
| 2021-2022         | Spartak Subotica  | Stella Rossa      |
| 2022-2023         | Spartak Subotica  | Stella Rossa      |
| 2023-2024         | Stella Rossa      | Spartak Subotica  |

## Statistiche

### Titoli per squadra
| Squadra          | Titoli | Anni |
| ---------------- | ------ | --- |
| Spartak Subotica | 13     | 2010-2011, 2011-2012, 2012-2013, 2013-2014, 2014-2015, 2015-2016, 2016-2017, 2017-2018, 2018-2019, 2019-2020, 2020-2021, 2021-2022, 2022-2023 |
| Mašinac PZP      | 3      | 2007-2008, 2008-2009, 2009-2010 |
| Napredak         | 1      | 2006-2007 |
| Stella Rossa     | 1      | 2023-2024 |